# Luis Bárcenas
Luis Francisco Bárcenas Gutiérrez (Huelva, 22 de agosto de 1956) es un empresario y expolítico español perteneciente al Partido Popular, donde se desempeñó primero como gerente, entre los años 1990 y 2008, y después como tesorero hasta 2009.
En 2009 fue imputado por su implicación en el caso Gürtel, la trama de corrupción vinculada al Partido Popular que fue instruida inicialmente por el juez Baltasar Garzón. La causa contra Bárcenas fue archivada por el juez Antonio Pedreira, que dictó el sobreseimiento provisional de las actuaciones en un auto del 29 de julio de 2011, pero fue reabierta por la Audiencia Nacional el 25 de marzo de 2012.

## Biografía
Es licenciado en Ciencias Empresariales por la Universidad Pontificia Comillas de Madrid. El padre de Luis Bárcenas, que trabajaba como director de una sucursal del Banco Central en Badajoz, autorizaba los créditos a un empresario de la zona, Ángel Sanchís. Ángel Sanchís fue nombrado tesorero de Alianza Popular, le devolvió el favor fichando para el partido a su hijo, Luis Bárcenas. Bárcenas ingresó en Alianza Popular en 1982, se dedicó a labores administrativas y fue tomando relevancia en el control de las cuentas del partido. Trabajando en Alianza Popular se enamoró de una telefonista, Rosalía Iglesias Villar, se divorció de la mujer con la que había tenido su primer hijo para formar una nueva familia. Con Rosalía tuvo un hijo llamado Guillermo. El panorama cambió cuando Antonio Hernández Mancha llegó a la presidencia de Alianza Popular en octubre de 1986 y, sospechando de métodos ilegales en las cuentas del partido, echó a Ángel Sanchís y a Bárcenas del partido, para nombrar como tesorero a Rosendo Naseiro. En 1987, se dedicó a hacer montañismo con Luis Fraga Egusquiaguirre, sobrino del candidato de Alianza Popular. Con la llegada de Manuel Fraga en 1989 a la presidencia de Alianza Popular cambió el destino de Bárcenas, ya que Fraga lo recuperó para que formase parte del equipo de Rosendo Naseiro, quien continuaba como tesorero del refundado Partido Popular.
Tras el estallido del caso Naseiro en 1989, el tesorero se vio obligado a dimitir y José María Aznar nombró como tesorero a Álvaro Lapuerta. Bárcenas entabló buena relación con el nuevo tesorero. En 1996, con la llegada de Francisco Álvarez-Cascos, se le ofreció un alto cargo en la Moncloa, pero lo rechazó. Bárcenas había aprendido a manejarse con las cuentas. Fue en 1996 cuando contactó con el empresario Francisco Correa Sánchez para, desde el poder político, favorecer a empresarios en los concursos públicos de la Administración que posteriormente favorecerían al Partido Popular.
Fue elegido senador por Cantabria en las elecciones generales de España de 2004 y 2008. En el Senado fue vocal suplente de la delegación española en la Unión Interparlamentaria Mundial y vocal en la Comisión de Asuntos Exteriores, en la Comisión de Asuntos Iberoamericanos y en la Comisión de Suplicatorios.
Fue miembro de la Ejecutiva Nacional del PP, y tras las elecciones generales de 2008 fue ascendido de gerente a tesorero de dicho partido, cargo del que dimitió provisionalmente el 28 de julio de 2009 tras ser imputado por el Tribunal Supremo por su presunta relación con el caso Gürtel.

### Caso Gürtel
En febrero de 2009, Luis Bárcenas fue imputado en el caso Gürtel, procedimiento instruido por el juez de la Audiencia Nacional Baltasar Garzón. En el sumario correspondiente aparece de forma confusa en unas anotaciones con el seudónimo Luis el Cabrón. Bárcenas negó ser dicha persona en sus declaraciones ante el juez del Tribunal Supremo Francisco Monterde.
Con fecha 22 de septiembre de 2009, la Comisión de Suplicatorios del Senado español acordó conceder el suplicatorio solicitado por el Tribunal Supremo por su implicación en el caso Gürtel.
El 8 de abril de 2010 Bárcenas pidió su baja como militante del Partido Popular tras el levantamiento del secreto de sumario de la trama Gürtel en la Comunidad de Madrid, en que hay indicios de financiación irregular por parte suya y de otros altos cargos del Partido Popular. Esta dimisión se produjo después de dos días de silencio del entonces presidente del PP, Mariano Rajoy, y de justificaciones y apoyos directos e indirectos de miembros de la directiva del partido como Javier Arenas, Soraya Sáenz de Santamaría o María Dolores de Cospedal, sin renunciar a su acta de senador y mientras seguía perteneciendo al Grupo Parlamentario del partido en el Senado. Posteriormente, el 19 de abril de 2010 renunció a su escaño como senador, a la vez que lo hacía Jesús Merino Delgado, el diputado también implicado en la trama Gürtel.
El 1 de septiembre de 2011 se dio a conocer, en un auto con fecha 29 de julio de ese año dictado por el juez Antonio Pedreira del Tribunal Superior de Justicia de Madrid (TSJM), que la causa contra él fue archivada por falta de pruebas.
En noviembre de 2011 el Tribunal Superior de Justicia de Castilla y León llamó a declarar a Luis Bárcenas, en calidad de imputado, por su implicación en la operación de la adjudicación de las obras de la variante de Olleros de Alba (León) a la empresa Teconsa y el posterior cobro de comisiones ilegales.
En marzo de 2012 la Audiencia Nacional reabrió el caso Gürtel contra Bárcenas, el diputado del PP Jesús Merino Delgado y el exconcejal de Estepona Ricardo Galeote, los tres imputados por supuestos delitos fiscales y evasión de capitales. El tribunal anuló el auto del Tribunal Superior de Justicia de Madrid (TSJM) de 1 de septiembre, que acordaba el sobreseimiento provisional y archivo de la causa respecto de los citados. El auto de la Sección Cuarta establece que cuando el juez Pedreira decretó el archivo carecía de «competencia objetiva» para ello, puesto que el TSJM ya había decidido inhibirse de la causa, que recayó finalmente en el Juzgado Central de Instrucción número 5. En opinión de la Audiencia Nacional, la decisión de Pedreira «sobrepasó» las previsiones que le obligaban a emprender únicamente «actuaciones de práctica imprescindible» y «no era ni urgente ni inaplazable».

### Caso Bárcenas

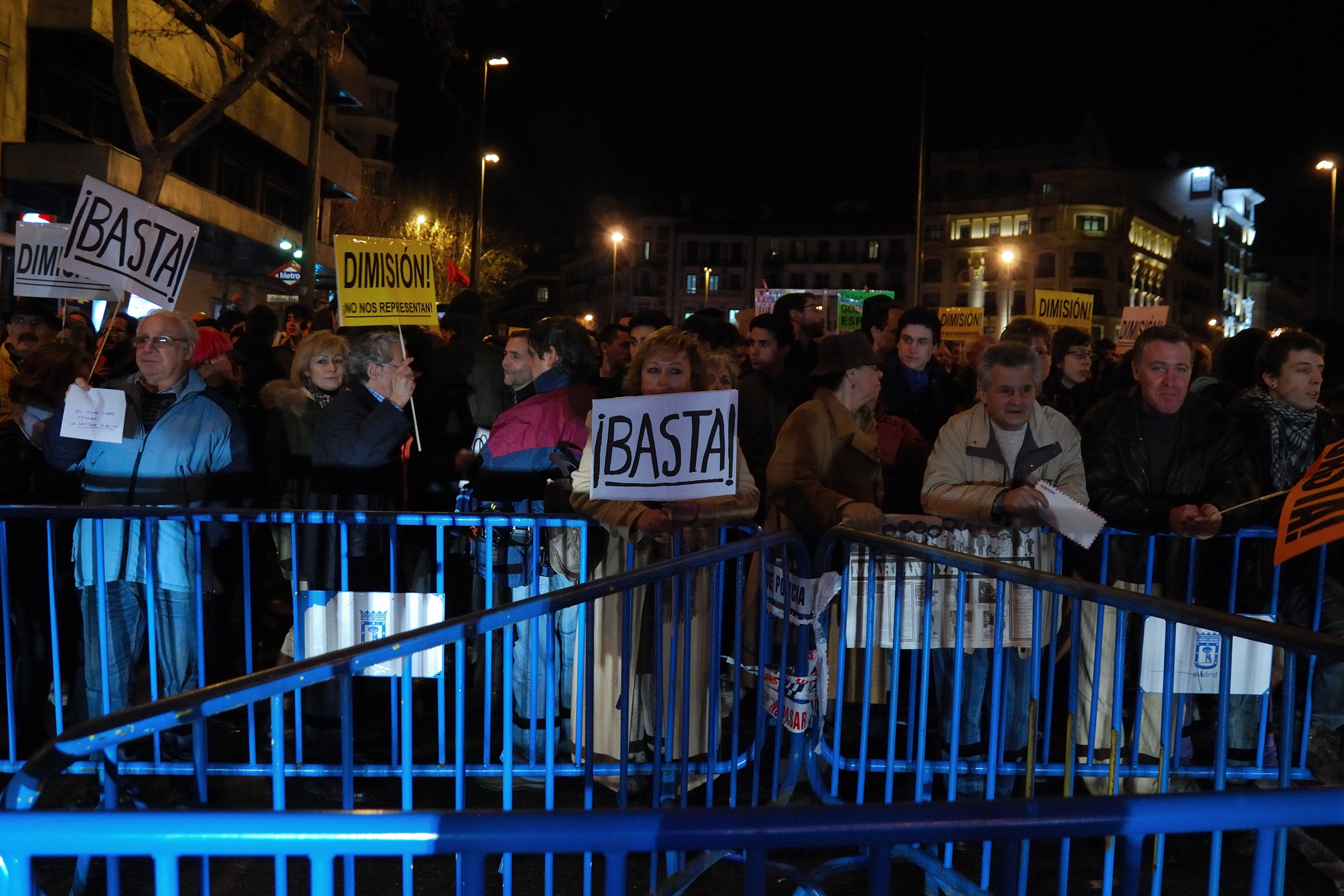
Protesta en contra del Partido Popular ante su sede en la calle Génova de Madrid (1 de febrero de 2013)

El 18 de enero de 2013, el periódico El Mundo publicó que Bárcenas supuestamente había pagado sobresueldos en dinero negro por importes que irían de los 5000 a los 15 000 euros mensuales a altos cargos de su partido.
El 31 de enero de 2013, el periódico El País publicó una supuesta contabilidad en B que el extesorero habría estado llevando desde 1990 hasta 2009, en los cuales se implicaba a numerosos políticos y empresarios, incluyendo al entonces presidente del Gobierno de España y presidente del Partido Popular, Mariano Rajoy. El PP niega la veracidad de dicha contabilidad.
Poco después de que se filtraran dichos papeles, el juez Ruz impuso a Bárcenas la retirada del pasaporte y la obligación de presentarse cada 15 días en el Juzgado, obligación que fue recurrida el 4 de marzo.
Bárcenas se presentó voluntariamente a una prueba caligráfica, para descalificar los papeles filtrados por El País. No obstante, el fiscal que lleva el caso Gürtel ha pedido la repetición de la prueba, aludiendo que el extesorero forzó su letra.
El 26 de febrero de 2013, Bárcenas interpuso una denuncia por despido improcedente contra el Partido Popular. Dicho partido sostiene que despidieron al extesorero en 2010, mientras que Bárcenas dice que estuvo contratado por el PP hasta el 31 de enero de 2013.
El 18 de febrero de 2013, según el propio Bárcenas, empleados del PP entraron por la fuerza al despacho de Bárcenas en la sede del PP y lo vaciaron, sustrayéndole en el proceso dos ordenadores personales, razón por la cual interpuso otra denuncia, contra Alberto Durán, abogado del Partido Popular. Dicha denuncia fue archivada, dado que los hechos no revestían ninguna tipicidad penal y no se había producido la entrada por la fuerza ni sustracción.
Agentes de policía acudieron a Génova para inspeccionar el despacho a raíz de la denuncia, pero el Partido Popular aseguró que no existía tal despacho, por lo que no se abrieron diligencias.
Izquierda Unida ha demandado a 15 personas por los papeles de Bárcenas, entre ellos a Rodrigo Rato, Ángel Acebes y Federico Trillo.
El 27 de junio de 2013 Bárcenas ingresa en prisión por decisión del juez Pablo Ruz para "evitar el riesgo de fuga y asegurar la preservación de fuentes de prueba". Estando Luis Bárcenas en prisión, el diario El Mundo hace pública el 7 de julio de 2013 una entrevista mantenida entre el director de este medio, Pedro J. Ramírez, con el propio Bárcenas y que habría tenido lugar aproximadamente un mes antes de su publicación, en la que Luis Bárcenas manifiesta la autenticidad de los conocidos "papeles de Bárcenas" que filtró en su día el diario El País, según los cuales se habían producido entregas de dinero de forma irregular a altos cargos del Partido Popular durante años. Asimismo, expresó que la negación que en su día hizo de dicha autoría se debió a un acto de lealtad al partido y que el Partido Popular había estado financiándose ilegalmente durante veinte años. En este período y siempre según las afirmaciones de Bárcenas, el Partido Popular percibía dinero de forma ilegal proveniente principalmente de empresarios y luego lo empleaba en financiar el sobrecoste de campañas electorales y en repartirlo entre sus altos cargos. En el transcurso del proceso y la investigación, el 23 de octubre de 2013 la casa de Luis Bárcenas fue asaltada por Enrique Olivares García, nacido en 1948, y con antecedentes por robo con fuerza y tenencia de drogas, conocido como falso cura del caso Kitchen. Puestos al habla con el abogado penalista Félix Bernal del Despacho Bernal Abogados, encargado de su defensa, confirmó que éste fue condenado a 22 años de cárcel por asaltar la casa y mantener secuestrados a punta de pistola a la mujer de Bárcenas, a su hijo, y a una empleada de hogar, revólver que según declararon extrajo de su maletín, y con el que apuntó a los presentes diciéndoles "se acabó el teatro", y que "se encontraba allí para coger lo que la Sra. Iglesias (esposa de Bárcenas) sabía que estaba escondido en la casa”, haciendo referencia a los conocidos como "papeles de Barcenas" que no eran otra cosa que la supuesta contabilidad B del Partido Popular, tal y como recoge la Sentencia de la Audiencia Provincial. Enrique Olivares fue citado a declarar como imputado en el marco de la operación Kitchen en febrero de 2019, no pudiendolo hacer por el “deterioro cognitivo con productividad psicótica” dictaminado por los forenses. El 21 de enero de 2015, el extesorero reúne la fianza de 200 000 € impuesta por el juez para salir de prisión el día 22 de enero.
El instructor del caso Bárcenas continuó practicando diligencias en 2017 al conocerse, por medio de las grabaciones judiciales de las conversaciones entre Ignacio González y Eduardo Zaplana, que existía una cinta en que uno de los investigados en el caso, Rafael Palencia, conversaba con Ildefonso de Miguel acerca del funcionamiento de la presunta financiación del Partido Popular. Las pesquisas del Juzgado Central número 5 consistieron en averiguar estos hechos requiriendo la cinta, interrogando a Rafael Palencia como investigado y citando como testigos a los propios González y Zaplana, así como al empresario Javier López Madrid.

## Vida familiar
Está casado en segundas nupcias con Rosalía Iglesias y tuvieron un hijo, Guillermo, líder del grupo musical pop Taburete. Del primer matrimonio con Nieves Romera, que duró tan solo dos años, tuvo un hijo, Ignacio, jugador de póquer profesional.